# ماریس کولیس
ماریس کولیس (انگلیسی: Maurice Collis؛ زادهٔ ۱۰ ژانویهٔ ۱۸۸۹ – درگذشتهٔ ۱۲ ژانویهٔ ۱۹۷۳) سیاستمدار اهل جمهوری ایرلند بود.